# Bohuskysten
Bohuskysten (Bohuskusten) er den nordlige del af den svenske vestkyst, fra Svinesund til Marstrand i Bohuslän.  Også kysten i Kungälvs kommune hører til Bohuskysten.  Bohuskysten er kendt for sin skønhed, salte bade, bare klipper og mange soltimer.  Man kan også finde koralrev.  Største by på kysten er Uddevalla. 
I 1800-tallet begyndte turismen i Bohuslän.  De formuende byboere rejste til de maleriske fiskerlejer langs Bohuskysten, for at saltsvands- eller tangbade.  Sejlads, fiskeri, Bohusleden, helleristninger er blandt de nutidige attraktioner. 

## Kommuner langs Bohuskysten
- Lysekil
- Kungälv
- Munkedal
- Orust
- Sotenäs
- Stenungsund
- Strömstad
- Tanum
- Tjörn
- Uddevalla
- Öckerö

## Ekstern henvisning
- Bästkustens turistbureauer Arkiveret 29. januar 2004 hos  Wayback Machine